# Кремінне (станція)
Кремінне́ — проміжна залізнична станція Лиманської дирекції Донецької залізниці на одноколійній неелектрифікованій лінії Сватове — Попасна між станціями Рубіжне (8 км) та Кабанне (20 км). Розташована в місті Кремінна Сіверськодонецького району Луганської області.

## Історія
Історія залізничної станції тісно пов'язана з будівництвом великої кількості промислових підприємств у Лисичанську. У місті виникла нагальна проблема доставки продукції в інші регіони держави, у зв'язку з чим і було вирішено побудувати залізницю в даному регіоні. Одним з тих, хто закликав до будівництва залізниці в Лисичанську, був Дмитро Менделєєв.
Станція Кремінне відкрита 17 грудня 1895 року, одночасно з введенням в експлуатацію лінії Лисичанськ — Куп'янськ. Назву станція отримала від однойменного населенного пункту, в якому вона розташована. Відкриття станції дозволило сполучити селище з багатьма великими містами Російської імперії. На час відкриття дільниця була одноколійною, проте вже у 1903 році була прокладена друга колія (пізніше знову розібрана). Коли згодом селище набуло статусу міста і змінило назву на Кремінна, назва станції залишилася.
Дільниця, на якій розташована станція, як і вся тодішня Донецька кам'яновугільна залізниця, була побудована акціонерним товариством «Донецька залізниця» промисловця і мецената Сави Мамонтова.
Особливо активний рух поїздів по станції відбувався в період 1970—1980-х років. У зв'язку з цим був розроблений проєкт електрифікації ділянки Сватове — Попасна, який так і не був реалізований.
Після розпаду СРСР відбулися масові скасування приміських поїздів по всій Донецькій залізниці. У зв'язку з цим кількість приміських поїздів, що прямували через станцію, значно зменшилася. Враховуючи, що проєкт електрифікації станції залишився нездійсненим, «Укрзалізниця» неодноразово планувала скасувати рух пасажирських поїздів далекого прямування через станцію (останній раз — у 2012 році), і перенаправити їх в об'їзд по електрифікованих лініях. Але, зважаючи на високий пасажиропотік на лінії Сватове — Попасна, зрештою пасажирське сполучення через станцію було вирішено залишити. Тим не менше, у 2007 році на ділянці залізниці Рубіжне — Куп'янськ була розібрана друга колія, і тепер залізниця, що проходить через станцію, є одноколійною.
Російська збройна агресія на сході України весною 2014 року, не могла не вплинути на роботу станції. Починаючи з 22 травня 2014 року «Укрзалізниця» на невизначений термін закрила рух поїздів на ділянці Сватове — Лисичанськ через блокування сепаратистами залізничного мосту на 942-му кілометрі перегону Насвітевич — Рубіжне: приміські поїзди були скасовані, а пасажирські поїзди далекого прямування змінили маршрут в об'їзд станції. 5 червня 2014 року залізничний міст був підірваний бойовиками.
По мірі стабілізації ситуації пасажирське сполучення було поступово відновлене за тимчасовою схемою. 13 серпня 2014 року через станцію було відновлено приміський рух до станцій Сватове та Рубіжне, а 15 вересня через станцію почав курсувати щоденний поїзд до Харкова, до якого з 25 вересня включені безпересадкові вагони до Києва. 23 вересня було завершено ремонт підірваного залізничного мосту, що дозволило продовжити приміське сполучення до станції Венгерівка і збільшити кількість пасажирських поїздів далекого прямування.
Починаючи з 21 листопада 2014 року всі приміські поїзди, що прямували через станцію, знову були повністю скасовані. Приміське сполучення було відновлене в січні і починаючи з кінця січня 2015 року здійснюється в напрямку станцій Сватове, Куп'янськ-Вузловий (через Сватове) і Переїзна.

## Пасажирське сполучення
На станції до російського вторгнення в Україну зупинялися як пасажирські поїзди далекого сполучення, так і приміські дизель-поїзди. Наразі, через бойові дії та руйнування залізничної інфраструктури, рух поїздів припинено.
Раніше через станцію курсували наступні поїзди:
Далеке сполучення
- № 409 Харків — Лисичанськ (з 25.10.2015 щоденно)
- № 410 Лисичанськ — Харків (з 25.10.2015 щоденно)
- № 532 Київ — Лисичанськ (з 25.10.2015 щоденно)
- № 532 Лисичанськ — Київ (з 25.10.2015 щоденно)
- № 609 Харків — Лисичанськ (з 03.08.2015 щоденно)
- № 610 Лисичанськ — Харків (з 12.08.2015 щоденно)
- № 609 Хмельницький — Лисичанськ (з 30.10.2016 щоденно)
- № 610 Лисичанськ — Хмельницький (з 31.10.2016 щоденно) (через Харків, Полтаву, Київ, Вінницю).

Приміське сполучення
- № 6491 Сватове — Переїзна — Попасна
- № 6339 Сватове — Переїзна — Попасна
- № 6329 Куп'янськ-Вузловий — Лисичанськ
- № 6337 Куп'янськ-Вузловий — Переїзна
- № 6340 Попасна   Переїзна — Сватове
- № 6344 Попасна — Переїзна — Сватове
- № 6332 Лисичанськ — Куп'янськ-Вузловий
- № 6346 Переїзна — Сватове